# Vera Wang

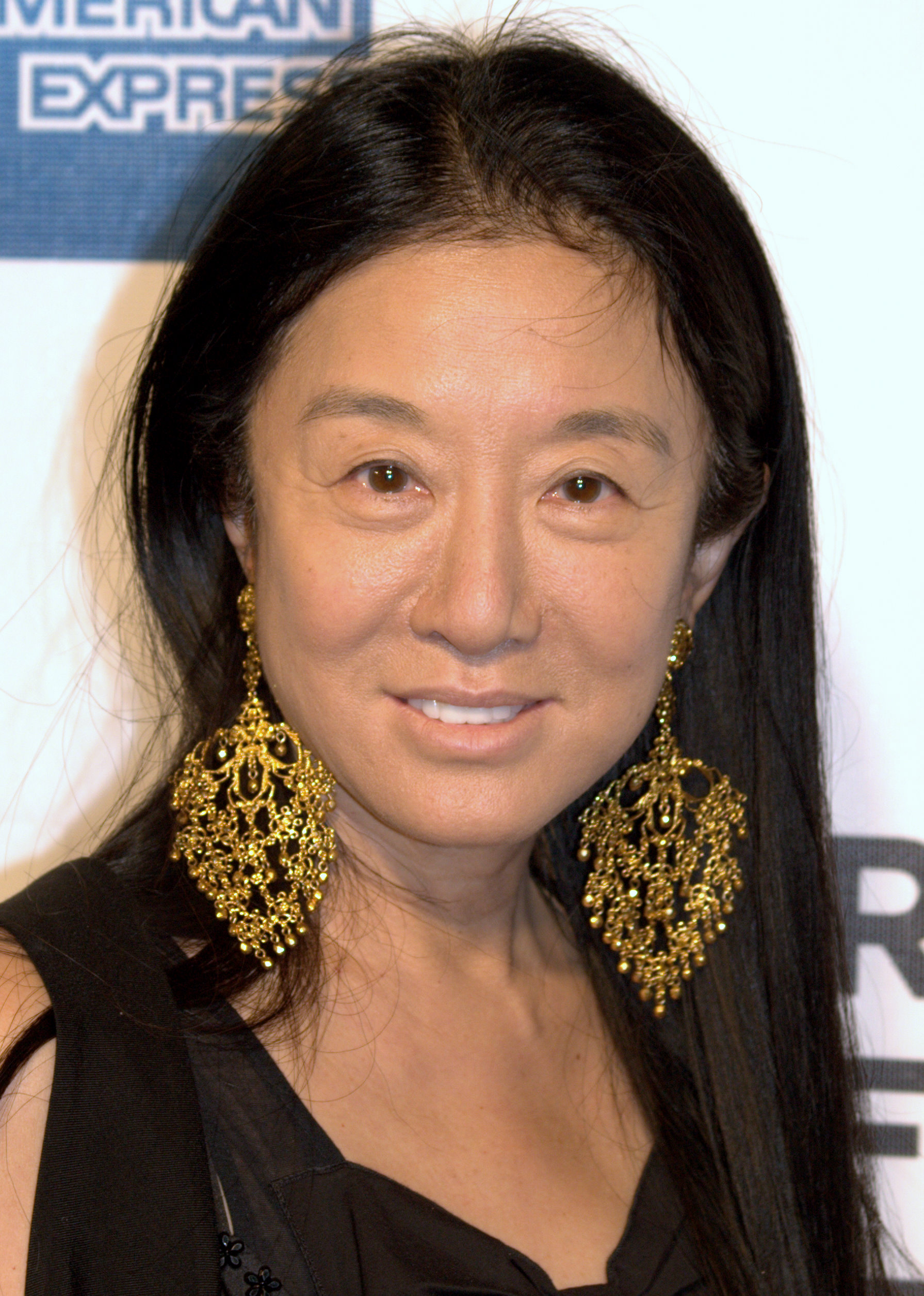
Vera Wang (2009)

Vera Ellen Wang (New York, 27 juni 1949) is een Amerikaanse modeontwerpster en tevens voormalig kunstschaatsster.
Wang nam in 1968 deel aan het Amerikaans kampioenschap kunstschaatsen. Na een mislukte poging om deel te nemen aan de Olympische Spelen, begon ze in de modewereld.
Wang werkte 15 jaar lang voor het modeblad Vogue. In 1985 startte ze bij Ralph Lauren. In 1990 opende ze haar eigen bureau in New York. Ze legde zich voornamelijk toe op bruidskledij.
Ze ontwierp bruidsjurken voor bekende figuren als Chelsea Clinton, Alicia Keys, Mariah Carey, Victoria Beckham, Avril Lavigne, Jennifer Lopez, Sharon Stone, Hilary Duff, Uma Thurman en Kim Kardashian. Ze won meerdere prestigieuze modeonderscheidingen voor haar werk.